# Hermann Kingué
Hermann Kingué (ur. 21 września 1961) – kameruński piłkarz grający na pozycji obrońcy. W swojej karierze grał w reprezentacji Kamerunu.

## Kariera klubowa
W swojej karierze Kingué grał w takich klubach jak: włoskie SS Chieti, francuski Pau FC i szwajcarski CS Chênois.

## Kariera reprezentacyjna
W reprezentacji Kamerunu Kingué zadebiutował w 1984 roku. W 1984 był w kadrze Kamerunu na Puchar Narodów Afryki 1984. Zagrał na nim w jednym meczu, półfinałowym z Algierią (0:0, k: 5:4). Z Kamerunem został mistrzem Afryki. W kadrze narodowej grał do 1989 roku.